# Otto Löble
Otto Ernst Löble (* 27. Oktober 1888 in Stuttgart; † 26. Mai 1967 in Wiesbaden) war ein deutscher Fußballspieler.

## Karriere

### Vereine
Löble gehörte von 1907 bis 1925 – abgesehen von der Rückrunde der Saison 1913/14, als er in Diensten des Frankfurter FV stand – dem FC Stuttgarter Kickers an, für den er in den vom Verband Süddeutscher Fußball-Vereine, mit Umbenennung am 18./19. Juli 1914 in den vom Süddeutschen Fußball-Verband organisierten Meisterschaften zum Einsatz kam.
Bereits am Ende seiner Premierensaison gewann er drei regionale Titel, darunter die Süddeutsche Meisterschaft, die ihn und seine Mannschaft auch zur Teilnahme an der Endrunde um die Deutsche Meisterschaft berechtigte. In dieser bestritt er einzig das am 3. Mai 1908 in Pforzheim vom DFB annullierte Viertelfinalspiel gegen den Freiburger FC, das seine Mannschaft jedoch am 17. Mai 1908 im Wiederholungsspiel in Karlsruhe mit 5:2 gewann und die bis ins mit 1:3 gegen den BTuFC Viktoria 89 verlorene Endspiel vordrang.
Nachdem er zwischenzeitlich mit dem Frankfurter FV die Nordkreismeisterschaft am Saisonende 1913/14 gewonnen hatte, kehrte er zum FC Stuttgarter Kickers, der sich ab 1920 SV Stuttgarter Kickers nannte, zurück und gewann 1917 zwei weitere Titel. Ab der Saison 1919/20 wurde statt in den bisher üblichen regionalen Gruppen, nunmehr in zehn regionalen erstklassigen Kreisligen gespielt. Am Saisonende 1920/21 ging er mit dem Verein als Meister aus der Kreisliga Württemberg hervor, wie auch am Saisonende 1922/23, das in Hin- und Rückspiel ausgetragene Bezirksfinale hingegen, ging gegen den 1. FC Pforzheim, dem Meister aus der Kreisliga Baden, im Gesamtergebnis von 1:4 verloren.
Seine letzten beiden Spielzeiten waren von der Bezirksmeisterschaft Württemberg/Baden 1924 und 1925 gekrönt, in den jeweiligen Endrunden um die Süddeutsche Meisterschaft belegte seine Mannschaft den dritten und vierten Platz.

### Auswahl-/Nationalmannschaft
Als Spieler der Auswahlmannschaft des Verbandes Süddeutscher Fußball-Vereine nahm er am Wettbewerb um den Kronprinzenpokal teil. Nach Siegen im Viertel- und Halbfinale gewann er das am 10. April 1910 in Berlin ausgetragene Finale gegen die Auswahlmannschaft des Verbandes Berliner Ballspielvereine mit 6:5 n. V. Am 25. Mai 1911 erreichte er mit seiner Mannschaft – ebenfalls nach Siegen im Viertel- und Halbfinale – erneut das in Berlin ausgetragene Endspiel, das jedoch gegen die Auswahlmannschaft des Norddeutschen Fußball-Verbandes mit 2:4 n. V. verloren wurde.
Löble spielte viermal für die A-Nationalmannschaft und kam in den Jahren 1909, 1910, 1912 und 1913 je einmal zum Einsatz; dreimal in Folge und siegreich über die Schweizer Nationalmannschaft – mit seinem Debüt am 4. April in Karlsruhe beim 1:0-Sieg – und einmal gegen die Amateurnationalmannschaft Englands, das am 21. März 1913 in Berlin mit 0:3 verloren wurde.
Am 6. Juli 1937 beantragte er die Aufnahme in die NSDAP und wurde rückwirkend zum 1. Mai desselben Jahres aufgenommen (Mitgliedsnummer 5.969.390).

## Erfolge
- Zweiter der Deutschen Meisterschaft 1908
- Süddeutscher Meister 1908, 1913, 1917
- Bezirksmeister Württemberg/Baden 1924, 1925
- Kreismeister Württemberg 1921, 1923
- Südkreismeister 1908, 1913, 1917
- Nordkreismeister 1914
- Gaumeister Schwaben 1908